# Enges
Enges – miejscowość i gmina w zachodniej Szwajcarii, w kantonie Neuchâtel.

## Demografia
W Enges mieszkają 264 osoby. W 2021 roku 15,2% populacji gminy stanowiły osoby urodzone poza Szwajcarią. 